# 塩野芳彦
塩野 芳彦（しおの よしひこ、1937年10月10日 - 1999年9月17日）は、日本の実業家、塩野義製薬株式会社元代表取締役社長。

## 人物・経歴
1937年10月10日生まれ。兵庫県出身。立教大学卒業。
1961年、塩野義製薬株式会社入社。1982年、同社取締役に就任。1985年同社常務、1987年専務、1990年副社長に就任。
1992年、同社代表取締役社長に就任。